# Obelisk (Dolina Kobylańska)
Obelisk – skała na Wzgórzu Dumań w Dolinie Kobylańskiej na Wyżynie Olkuskiej, w miejscowości Karniowice, w gminie Zabierzów, powiecie krakowskim, województwie małopolskim. Znajduje się w górnej, północnej części orograficznie lewych zboczy doliny, w pobliżu Omszałej Turni i Sępiej Baszty, niżej od nich.
Dolina Kobylańska jest jednym z najbardziej popularnych terenów wspinaczki skalnej. Skały mają dobrą asekurację. Zbudowany z wapieni Obelisk znajduje się w lesie. Ma postać skalnego słupa, wysokość 10–15 m, pionowe lub przewieszone ściany. Przez wspinaczy skalnych zaliczany jest do Grupy nad Źródełkiem. Wspinacze poprowadzili na nim 4 drogi wspinaczkowe o trudności od VI+ do VI.3 w skali Kurtyki i południowej wystawie. Wszystkie mają zamontowane stałe punkty asekuracyjne: ringi (r) i ring zjazdowy (rz).

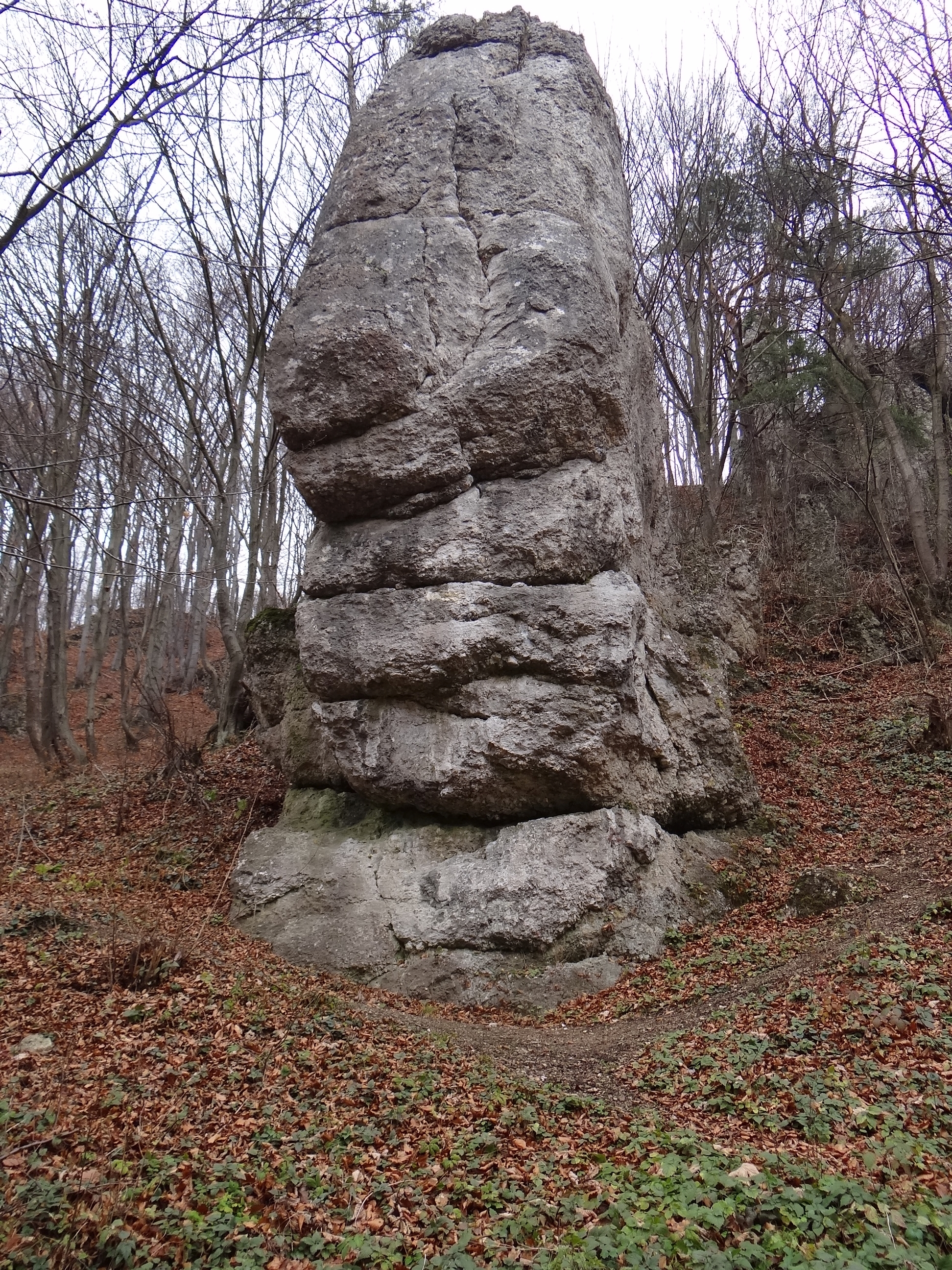
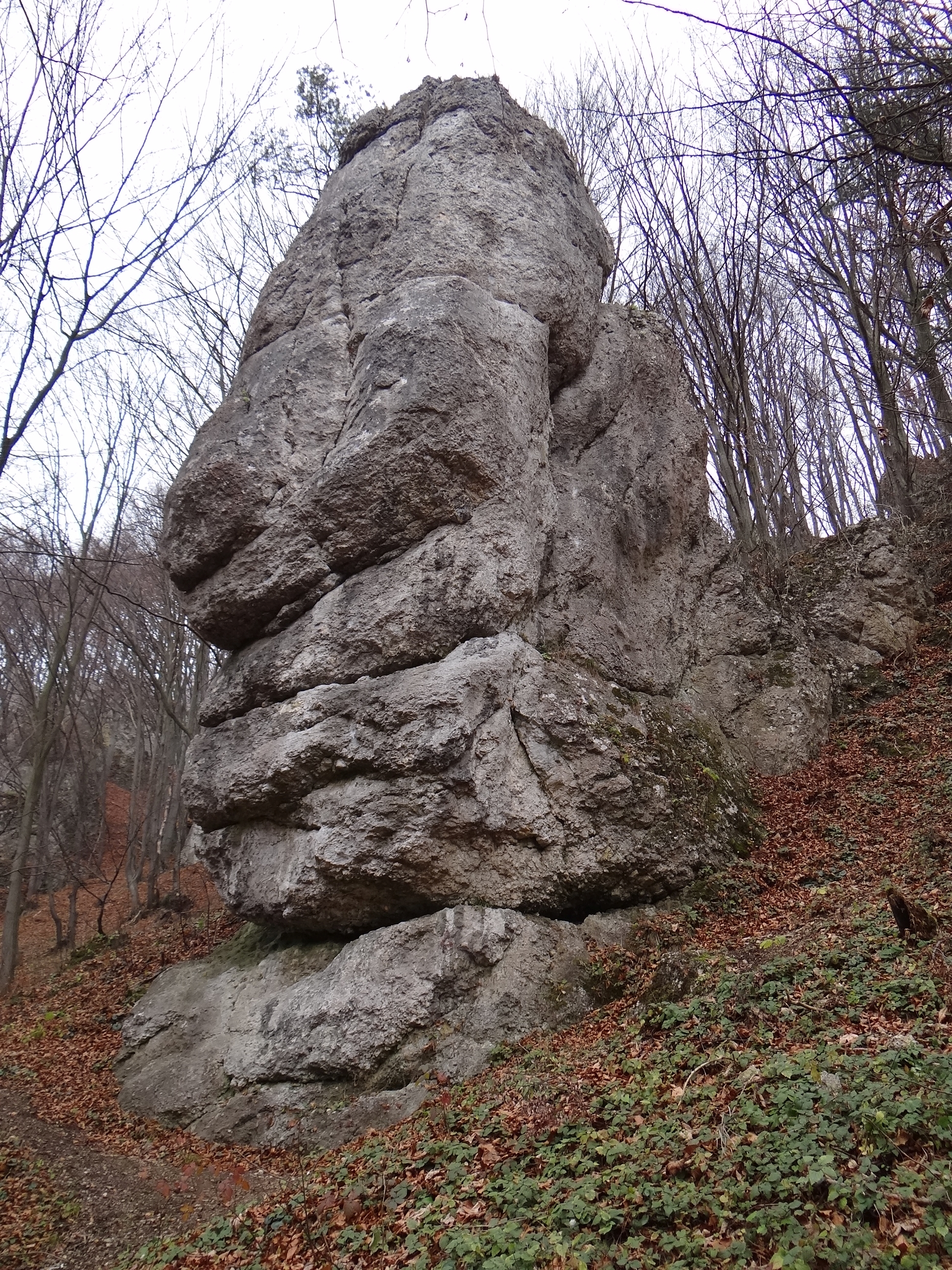
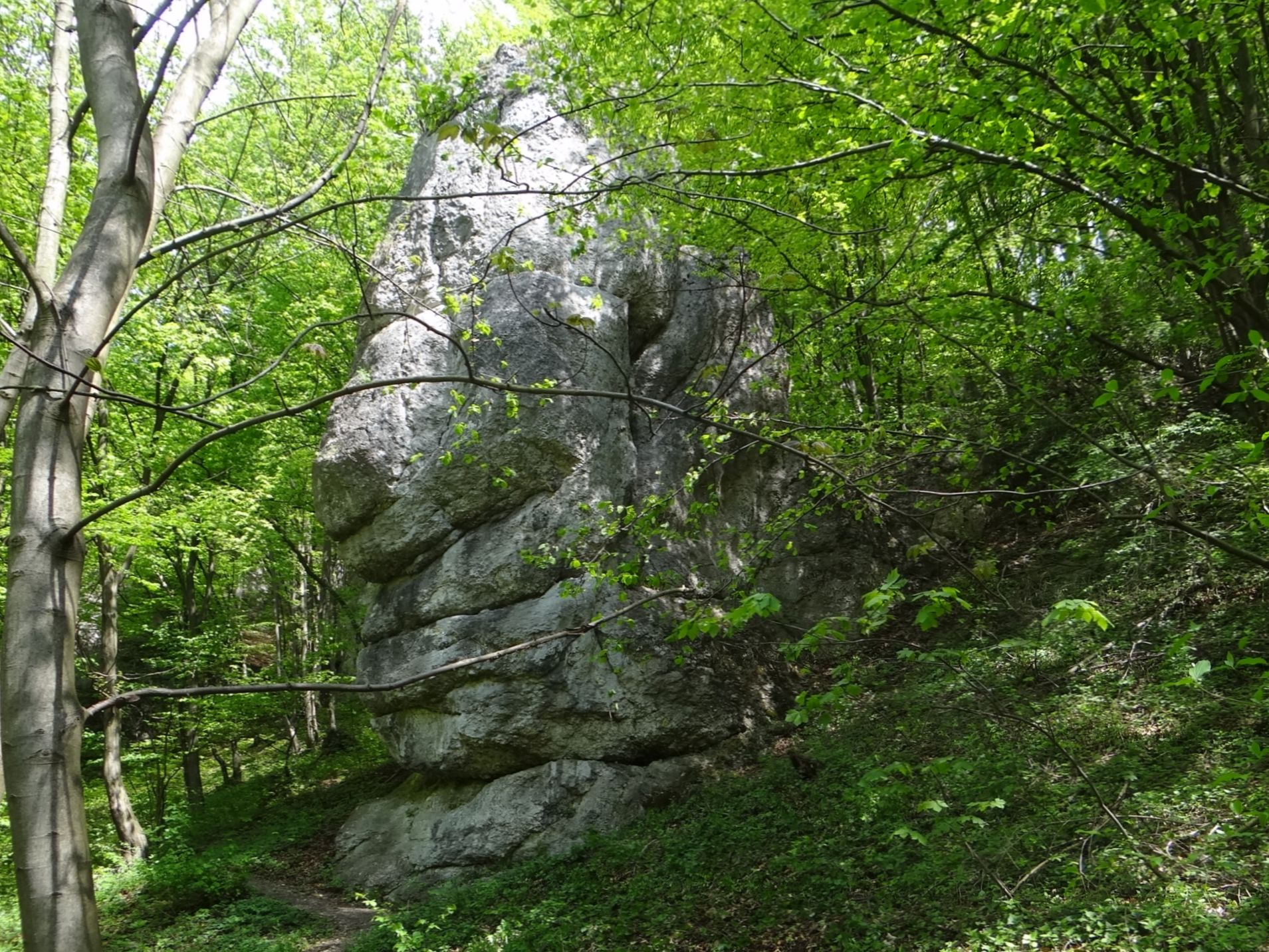
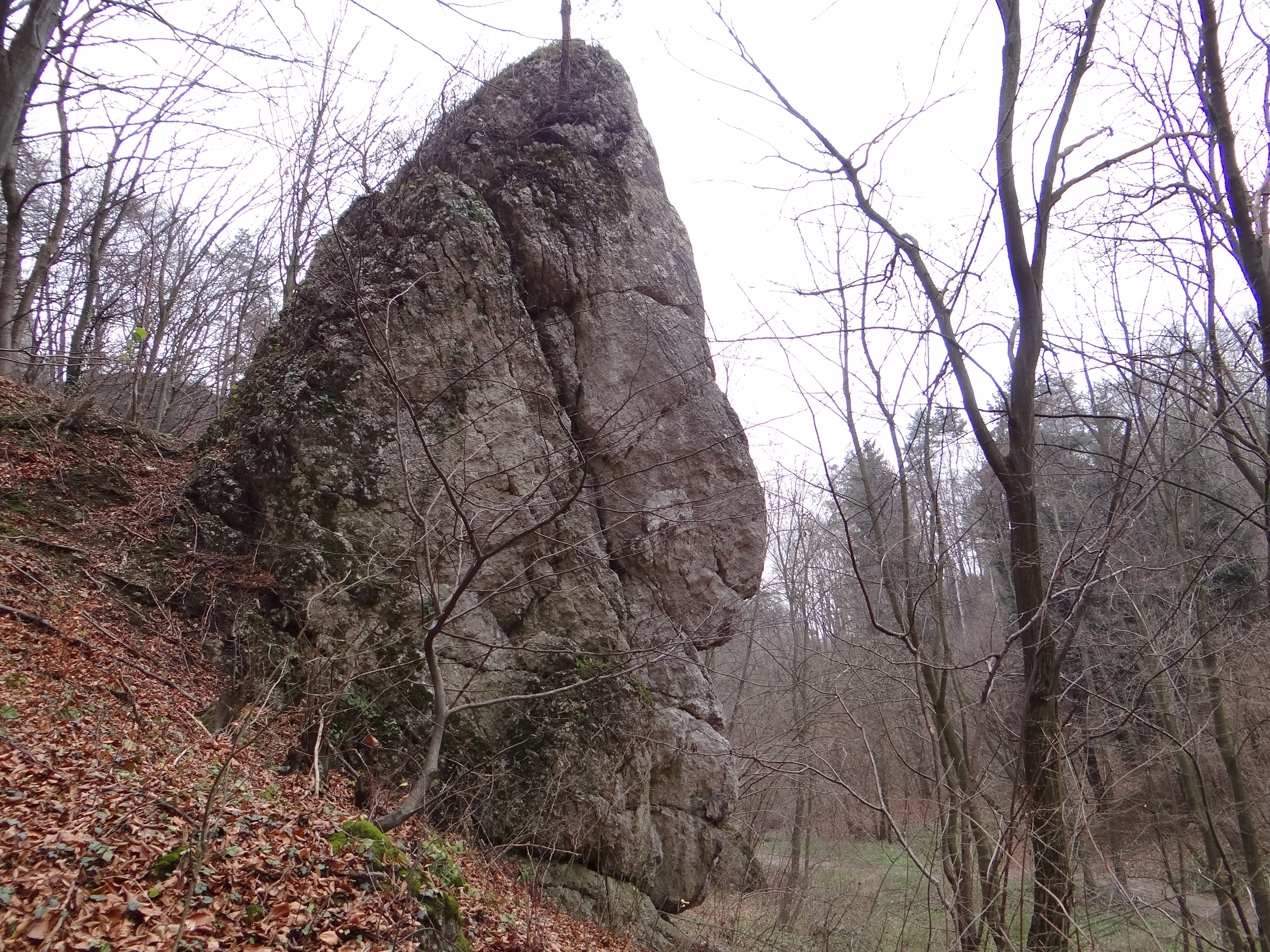

## Drogi wspinaczkowe
1. Noc na Ziemi; VI.3, 6r + rz, 14 m
2. Obelisk II; VI.1+, 6r + rz, 14 m
3. Gorzkie gody; VI.3, 5r + rz, 14 m
4. Rysa Horaka; VI+, 3r + rz, 14 m[2].